# Tetsuharu Yamaguchi
Tetsuharu Yamaguchi (japanisch 山口 哲治 Yamaguchi Tetsuharu; * 8. September 1977 in der Präfektur Nagasaki) ist ein ehemaliger japanischer Fußballspieler.

## Karriere
Yamaguchi erlernte das Fußballspielen in der Schulmannschaft der Isahaya Commercial High School. Seinen ersten Vertrag unterschrieb er 1996 bei den Sanfrecce Hiroshima. Der Verein spielte in der höchsten Liga des Landes, der J1 League. 1999 wechselte er zum Zweitligisten Sagan Tosu. Für den Verein absolvierte er 57 Spiele. Ende 2002 beendete er seine Karriere als Fußballspieler.

## Erfolge
Sanfrecce Hiroshima
- Kaiserpokal

Finalist: 1996